# Anton Woensam
Anton Woensam, auch Anton von Worms, (* kurz vor 1500 in Worms; † 1541 in Köln) war ein deutscher Maler, Holzschneider, Graphiker und Buch-Illustrator.

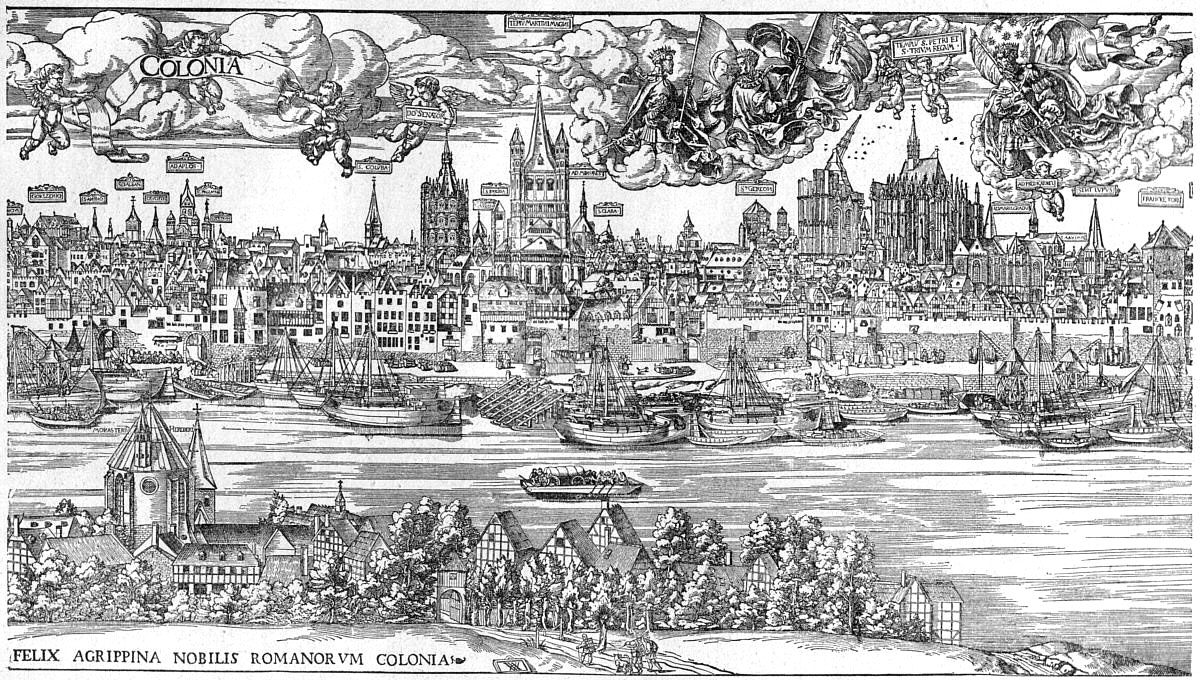
Anton Woensam – Große Ansicht von Köln, 1531 (Ausschnitt)

## Familie
Vater Jaspar (oder Caspar) Woensam (* in Worms, † zwischen 1547 und 1550 in Köln) wohnte bereits seit 1510 in Köln, da er am 10. Juli 1510 laut Schreinsbüchern mit Gattin Elssgyn („Elschen“, Elisabeth) das Haus „zum Scherfgyn“ An der Sandkaul („up der Sandkuylen“) erworben hatte. Er wurde laut Bürger-Aufnahmebuch der Weinschule 1513 Bürger von Köln. Zu diesem Zeitpunkt war sein einziger Sohn aus erster Ehe Anton Woensam wohl noch unmündig, weshalb er kurz vor 1500 geboren sein muss. Anton Woensam kam wahrscheinlich in Worms zur Welt und legte erstmals 1517 in Köln Holzschnitzereien für den Buchdruck vor. Anton Woensam heiratete vor 1528 die Kölnerin Geyrtgin (Margaretha) Doenwalt, die am 20. Oktober 1528 einen Teil des elterlichen Hauses an der Drachenpforte erbte. Aus der Ehe gingen der Sohn Jaspar und zwei Töchter hervor.

## Schaffenszeit

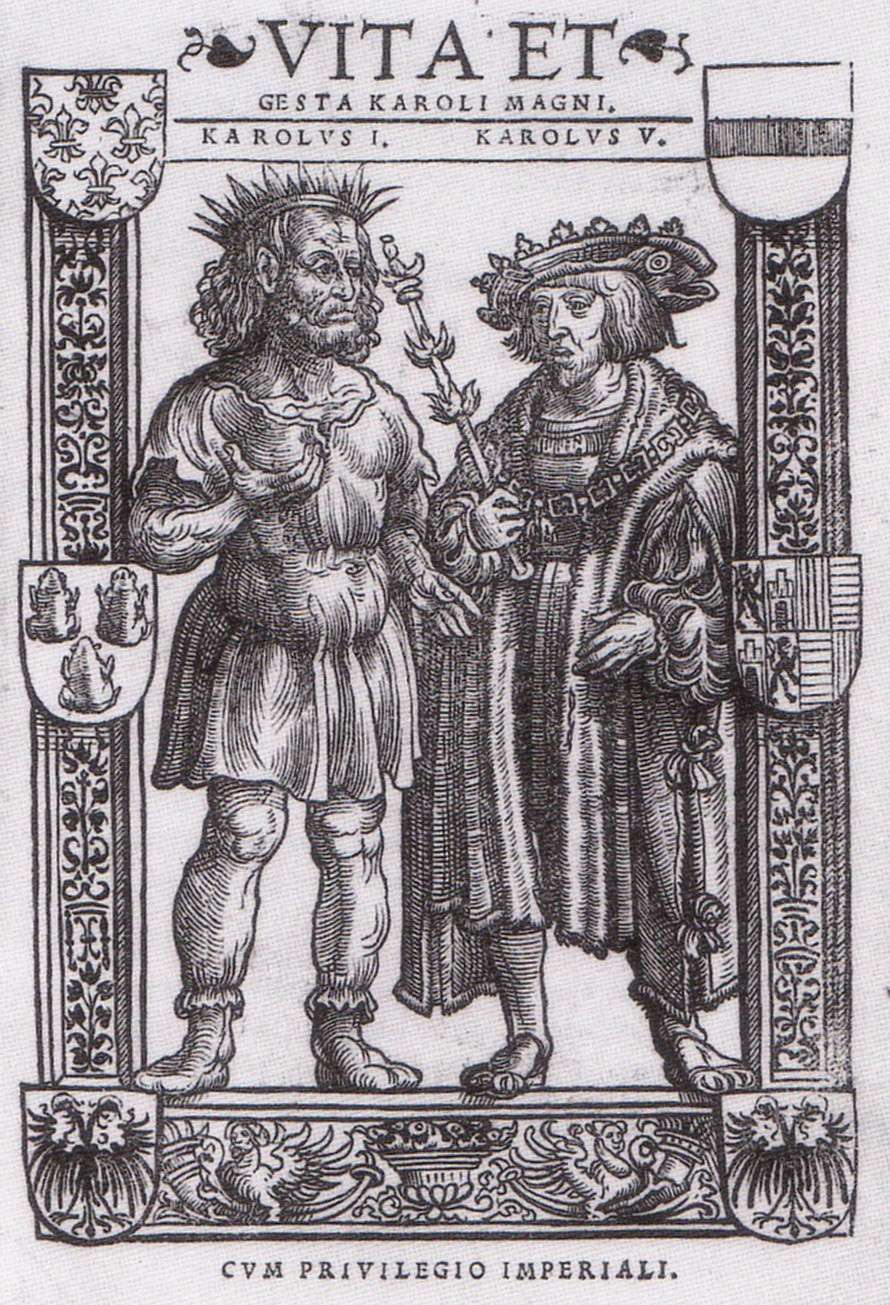
Holzschnitt – Karl der Große und Karl V. (1521)

Erstes Werk dürften wohl 15 blattgroße Holzschnitte sein, die Eucharius Cervicornus (Gottfried Hirtzhorn) 1517 von ihm in Köln herausbrachte. Er illustrierte auch die Sammlung „De vita & moribus summorum pontificium historia…“ („Leben, Sitten und Geschichte der höchsten Geistlichen…“) aus dem Jahre 1518 von Bartholomeo Sacchi de Platina. Ab 1520 studierte er Werke von Ambrosius Holbein, Albrecht Dürer und Urs Graf der Ältere. Im Jahre 1520 entwarf er den aus Eichenholz hergestellten Gereonsaltar mit den Ausmaßen 134 × 176 cm. Zwischen 1520 und 1540 erschien in Köln kaum ein Buch ohne Anton Woensams Illustrationen. Im Jahre 1525 erschien der Holzschnitt „Das Pfingstfest“ bei Hieronymus Fuchs, im selben Jahr wird ihm das von Wolfgang Resch gedruckte Bild der „weisen Frau“ zugeschrieben. Eine Zusammenarbeit mit dem Kölner Verleger Arnold Birckman(n) begann wohl 1526. In jenem Jahr entwarf Woensam Verlagszeichen für dessen Bruder und Buchhändler Franz Birckman(n), 1529 für Hieronymus Fuchs. Erst seit 1528 ist Anton Woensam urkundlich als „pictor Antonius de Vormacia“ nachgewiesen. Es handelte sich um eine 1528 beim Kölner Buchdrucker und Verleger Peter Quentell (Sohn des berühmten Heinrich Quentell) erschienene lateinische, deutsche und niederdeutsche Fassung der „Pronosticatio“ (astrologische Vorhersage der drei Stände bis zum Jahr 1576) Johannes Lichtenbergers, die Anton Woensam mit Holzschnitten geziert hatte.
Seine Holzschnitte fanden auch Eingang in Bibelwerke. Hieronymus Emsers katholische Bibelübersetzung der „Vulgata“ des Neuen Testaments von 1527/1528 wurde bei Peter Quentell verlegt; die 1529 bei Peter Schöffer dem Jüngeren in Worms gedruckte Wormser Bibel in Folioformat ist mit 46 Holzschnitten von Woensam illustriert, die sich größtenteils bereits in der von Peter Quentell in Köln 1527 und 1528 erschienenen lateinischen und deutschen Bibelausgabe finden. Schöffer entlieh sich hierfür die Holzstöcke aus Köln, eine gängige Praxis in jener Zeit. Schöffers Ausgabe war die erste protestantische Vollbibel in deutscher Sprache – noch vor der Zürcher Bibel von 1531 und der Lutherbibel von 1534. Im Jahre 1530 brachte Woensam das Altargemälde „Bischof Severin mit dem Modell der Kirche“ mit dem heiligen Severin von Köln und dem Kirchenmodell von St. Severin heraus.

## Kölner Stadtansicht von 1531
In jenem Jahr 1530 muss er spätestens mit den Vorbereitungen für sein Hauptwerk, der Kölner Stadtansicht von 1531, begonnen haben. Die „Große Ansicht von Köln“ ist eine monumentale überbreite und detailfreudige Illustration der damaligen Bauwerke Kölns als Panoramabild auf Holzschnitt, bestehend aus neun zusammengefügten Blättern. Sie liefert eine plastische Vorstellung von der baulichen Gestalt des spätmittelalterlichen Rheinpanoramas mit seinen über 16 Toren und etlichen Wehrtürmen der Kölner Altstadt. Am 5. Januar 1531 überreichte Woensams Verleger Peter Quentell anlässlich der Wahl Ferdinand I. zum römisch-deutschen König in Köln Woensams Kölner Stadtansicht von 1531 als Geschenk. Woensam ließ es sich nicht nehmen, das Verlagshaus Quentell in seiner Stadtansicht zu verewigen. Die monumentalen Ausmaße des Werks (59,2 × 352,6 cm) sowie die Qualität machen das Panorama zu dem bekanntesten und bedeutendsten seiner Art und Zeit überhaupt. Johann Jakob Merlo hat Woensams Werk durch eine Nachbildung allgemeiner zugänglich gemacht.

## Zusammenarbeit mit Buchdruckern
An Buchdruckern und Verlegern mangelte es zu jener Zeit in Köln nicht. Mit 19 Werkstätten avancierte Köln im 16. Jahrhundert zum größten Druckort Deutschlands. Woensam arbeitete für die meisten dieser Kölner Buchdrucker. so etwa für die Offizinen Anton von Aich, Jasper von Gennep, Servatius Kruffter oder Johannes Soter. Woensam versorgte diese Druckereien mit einer Vielzahl sauber und sorgfältig gearbeiteter, kalligrafisch gerundeter Illustrationen und Buchornamente. Er arbeitete auch für Arnold Brinckmann, der 1530 Verlag und Druckerei seines verstorbenen Bruders Franz übernommen hatte. Merlo zufolge hat Anton Woensam 1537 auch ein Signet für den Kölner Buchdrucker Melchior von Neuss entworfen.

## Weitere Werke (Auswahl)

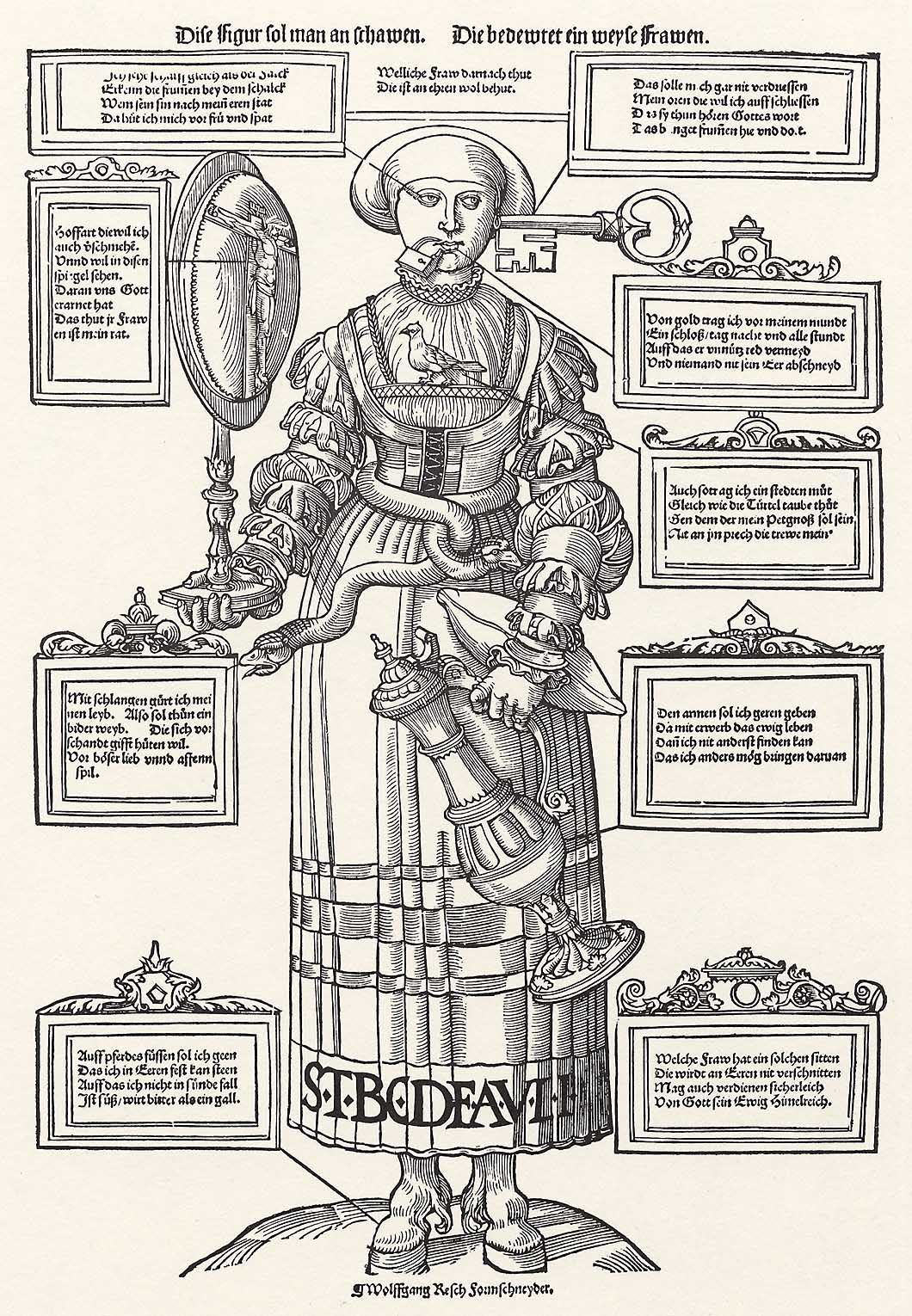
Allegorie der weisen Frau (1525)
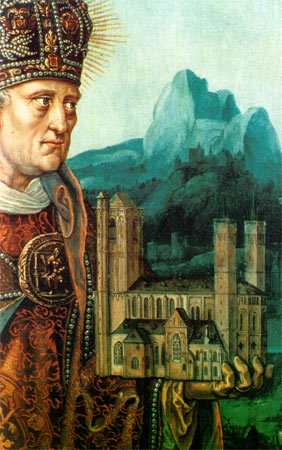
„Bischof Severin mit dem Modell der Kirche“ (1530)
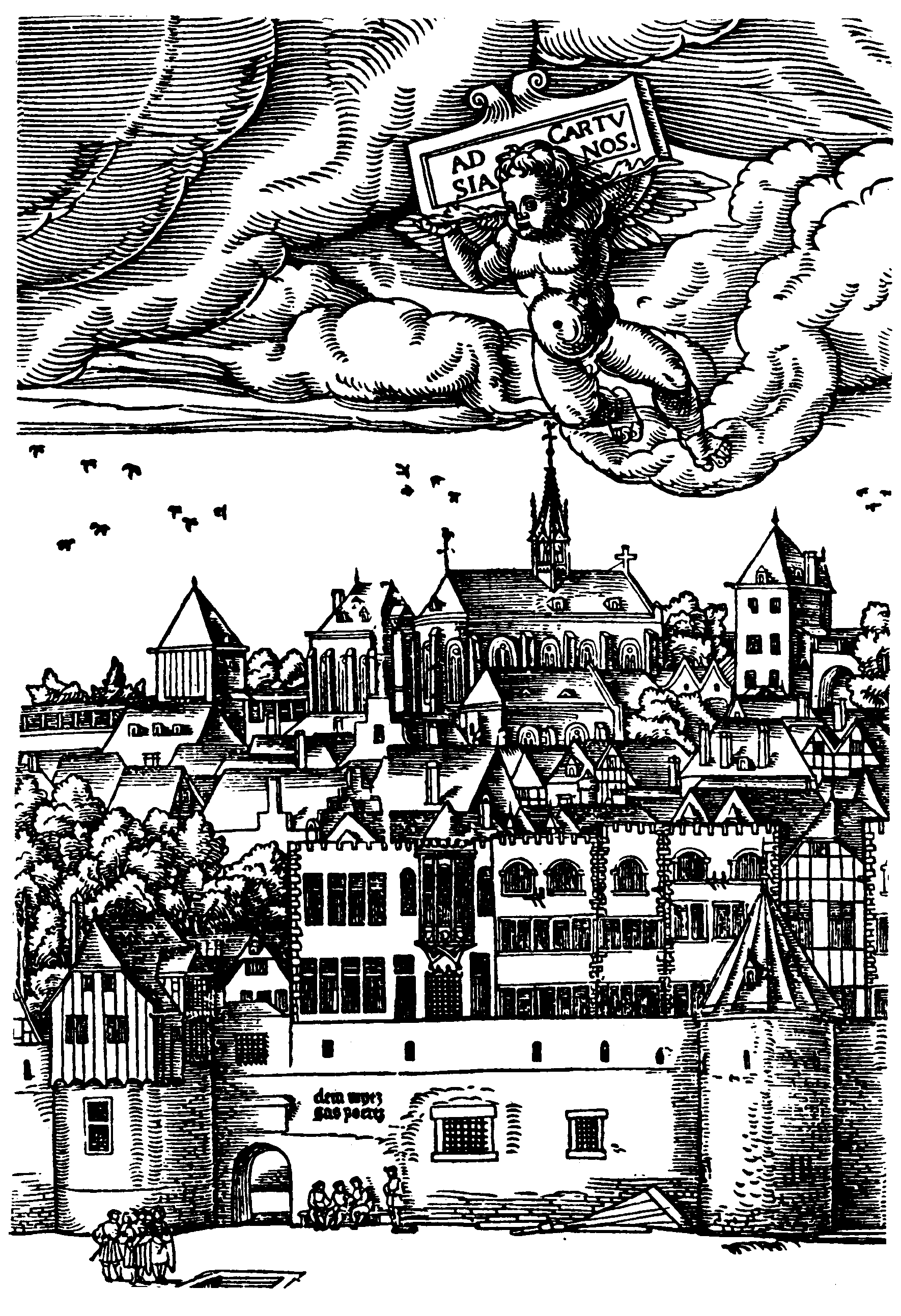
Die Kölner Kartause im Kölner Stadtpanorama (1531)
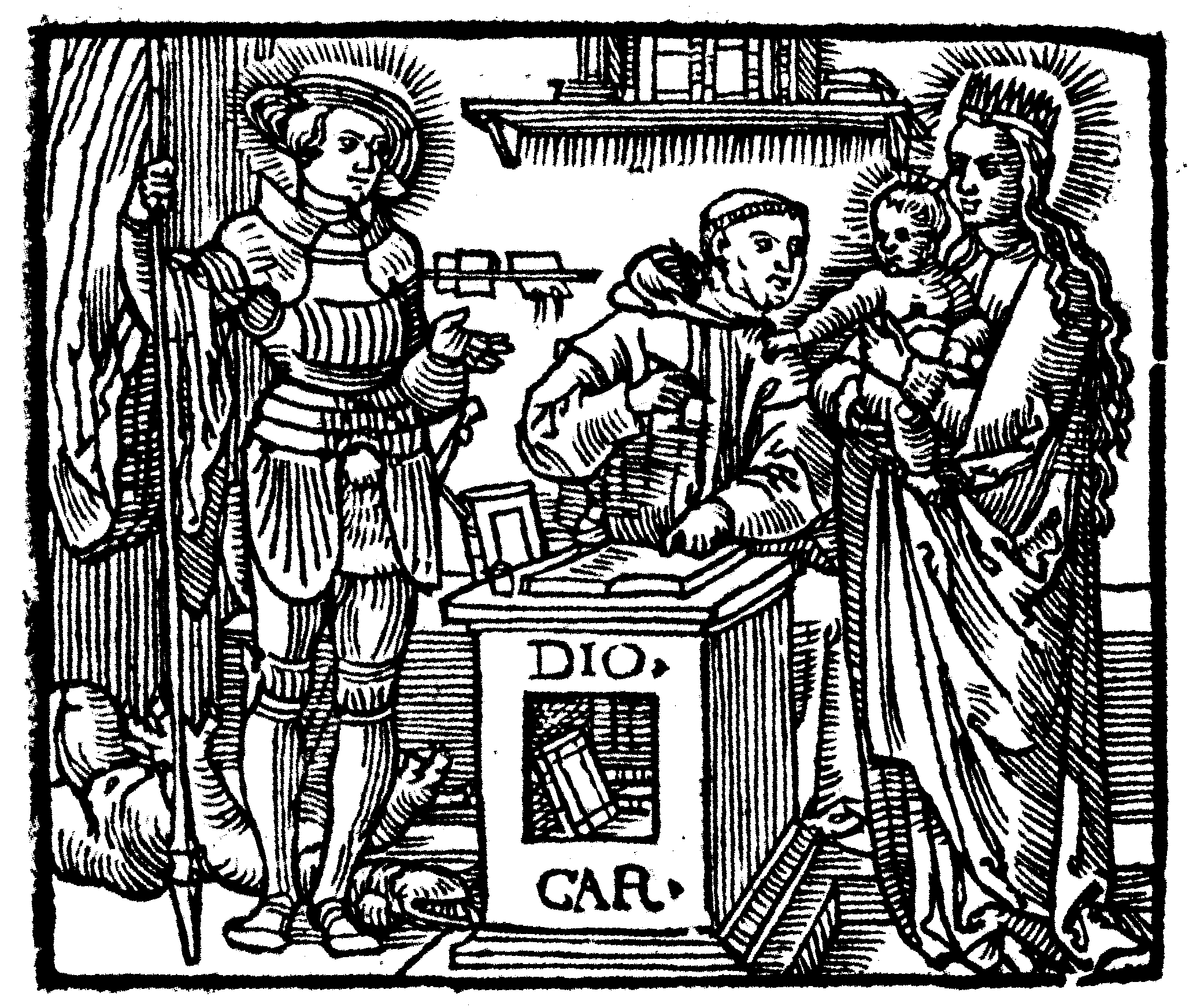
Dionysius der Kartäuser, erschienen 1532 in Enchiridion Sacerdotum des Kölner Kartäuserpriors Peter Blomevenna
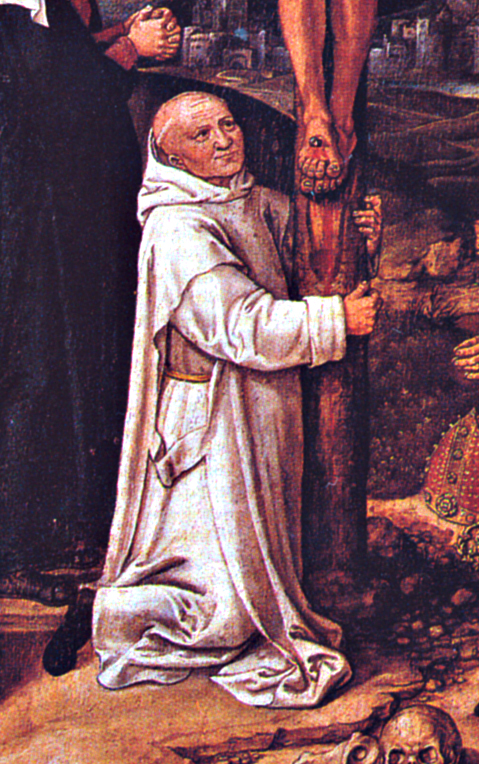
Andachtsbild Peter Blommeveen, Prior (1507 bis 1536) der Kölner Kartause (1535)
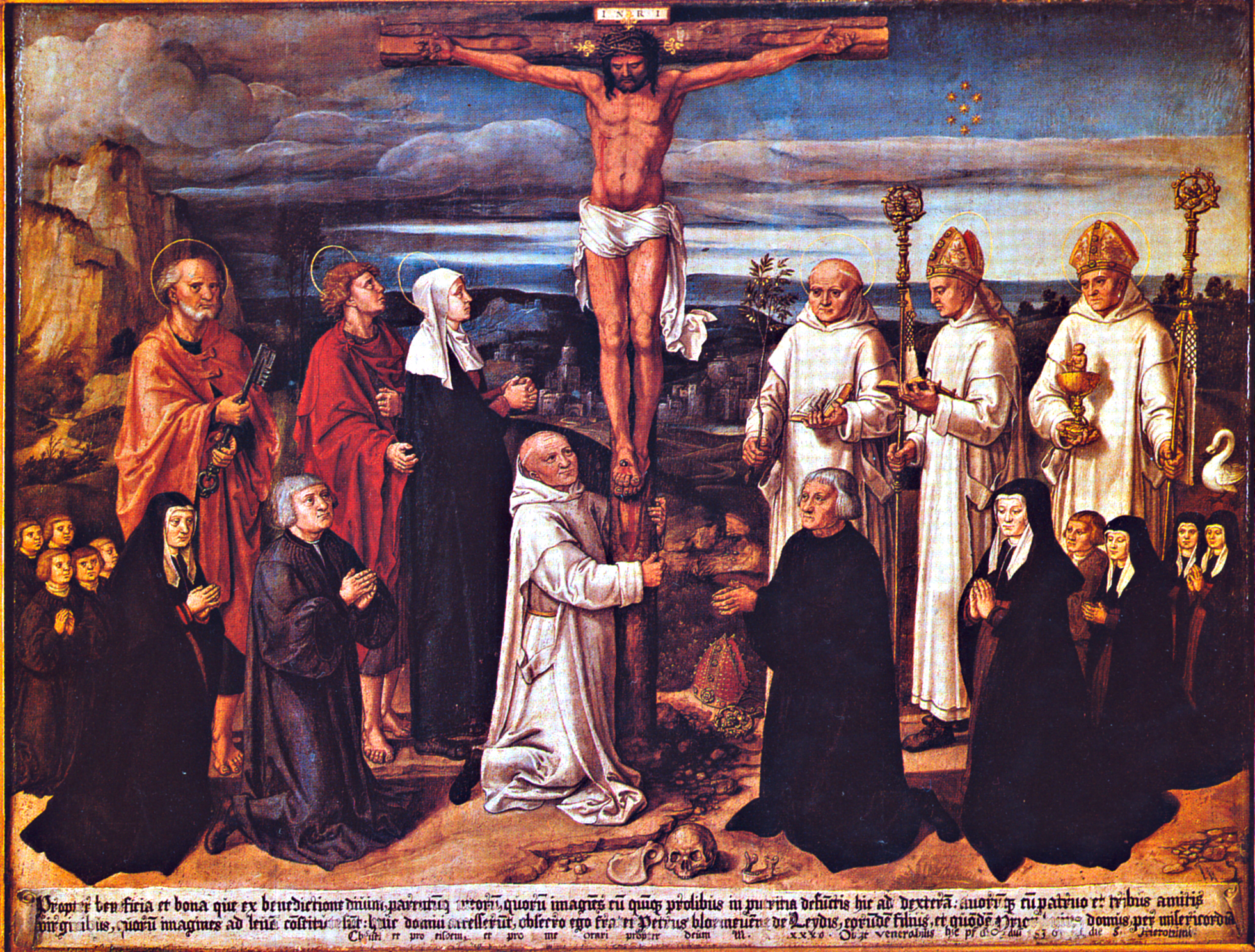
Christus am Kreuz (1535)
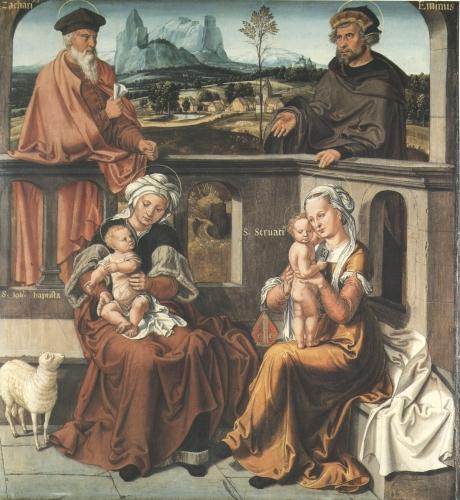
Glieder der heiligen Sippe (1540)
Schöpfungsgeschichte und Sündenfall in der Wormser Bibel

Noch im Jahre 1531 erschienen von Woensam 56 kolorierte Holzschnitte im Buch „Rosarium mysticum animae fidelis“. 1532 schuf er insbesondere für ein Buch 26 kleine und einen großen Holzschnitt. Dionysius Carthusius Werk „Opera minora“ stattete er 1532 mit dem Blatt „Die heilige Familie“ aus. Umfangreiche Arbeiten erstellte er zwischen 1532 und 1534 im Auftrag der Kölner Kartause. 1533 erschien eine Reihe von Woensams Werken bei Peter Quentell. Dieser brachte 1534 Johann Dietenbergers Übersetzung der Bibel heraus, wiederum geziert mit Holzschnitten Woensams. Das für Woensam am meisten charakteristische Bild ist der „Christus am Kreuze“ aus dem Jahre 1535. Eines der letzten Werke dürfte das Ölbild auf Eichenholz „Glieder der heiligen Sippe“ aus dem Jahre 1540 sein.
Anton Woensam überlebte seinen Vater nicht und starb relativ jung wahrscheinlich im Jahre 1541 an der Pest; denn am 25. Oktober 1541 wird bereits sein Erbe angetreten. Seine Gattin lebte noch bis 1561, weil die Töchter am 9. Juli 1561 das elterliche Haus „zum Scherffgyn up der Sandkulen“ erbten, am 23. August 1561 geht das Haus an der Drachenpforte auf die Töchter über, die auch das Haus „zum Roessgyn“ auf der Hohe Straße 86 (damals „Unter Wappensticker“) erbten. Anton Woensam fertigte insgesamt 549 ihm zugeordnete Holzschnitte und 39 Gemälde an, verlegt überwiegend beim Kölner Buchdrucker Peter Quentell. Er gehörte zu den besten Grafikern seiner Zeit und fertigte überwiegend Holzschnitte an; seine Werke beinhalteten meist christliche Motive. Typisch für Woensam sind Girlanden haltende Putten auf Balustersäulen, so auch in der Kölner Stadtansicht.

## Ehrung
Im Kölner Stadtbezirk Lindenthal wurde Anton Woensam mit der Benennung einer Straße geehrt.
Eine in Worms nach ihm benannte Straße heißt inzwischen Wonsamstraße.